# Dalheim (Rheinhessen)

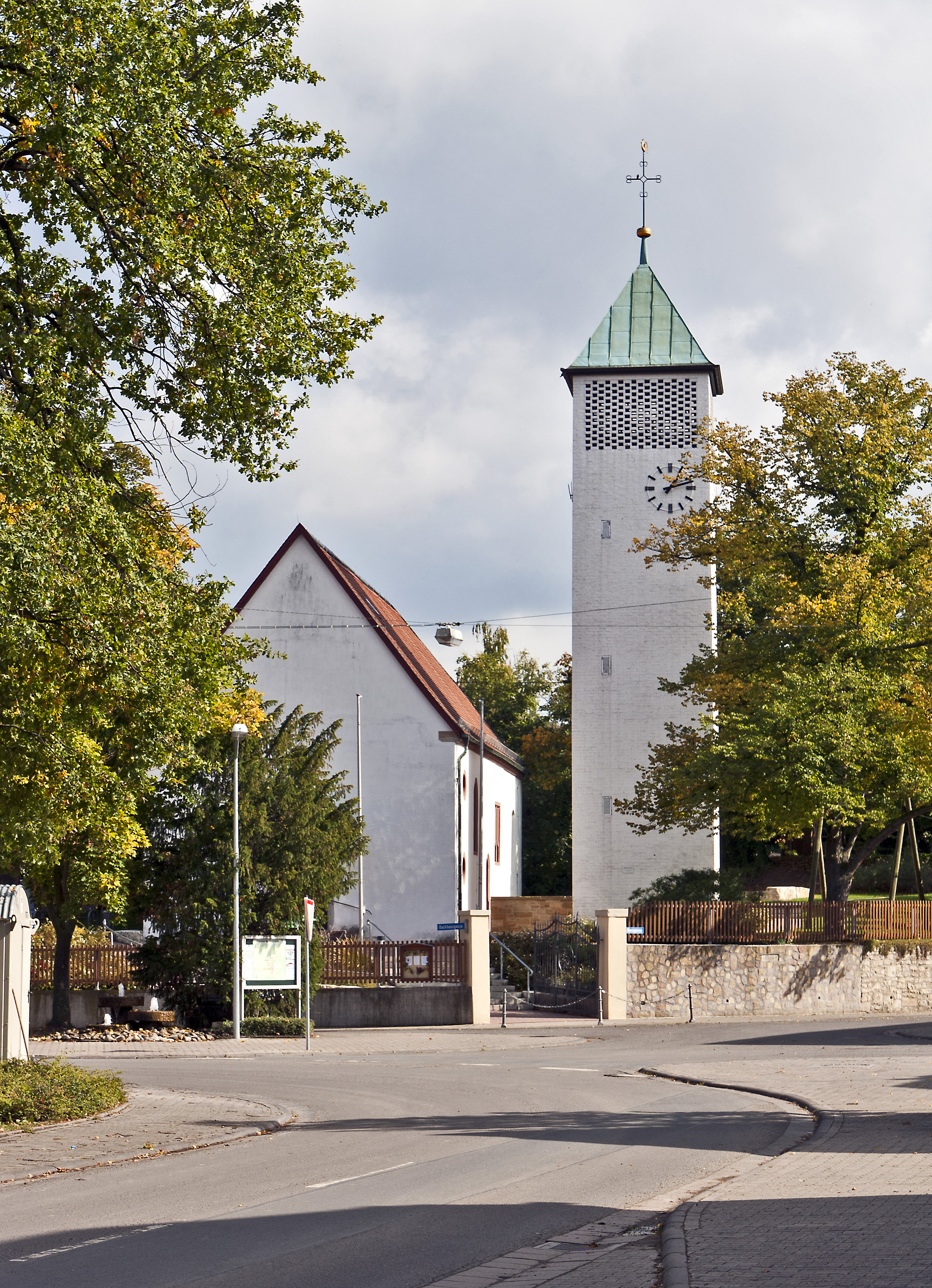
Evangelische Pfarrkirche

Dalheim ist eine Ortsgemeinde im Landkreis Mainz-Bingen in Rheinland-Pfalz. Sie gehört der Verbandsgemeinde Rhein-Selz an, die ihren Verwaltungssitz in der Stadt Oppenheim hat.

## Geographie
Die Gemeinde liegt zwischen Mainz und Worms und ist ein von der Landwirtschaft geprägter Ort. Der Weinort liegt im  Weinbaugebiet Rheinhessen.
Nachbargemeinden sind Köngernheim, Dexheim, Weinolsheim und Uelversheim.

## Geschichte
Dalheim wurde erstmals in einer im Lorscher Codex aufgeführten Urkunde vom 10. Juni 766 erwähnt. Neben der Abtei Lorsch war auch die Abtei Fulda im Ort begütert. Bereits im 8. Jahrhundert gab es hier Weinberge.
Im 13. Jahrhundert kam der Ort zur Grafschaft Falkenstein und mit dieser im Jahr 1667 zum Herzogtum Lothringen. Mit der Heirat des Herzogs Franz Stephan mit Maria Theresia von Österreich im Jahre 1736 fiel die Grafschaft an Habsburg, Dalheim gehörte nun zum Reichsteil Vorderösterreich und war von 1782 an dem Oberamt Winnweiler unterstellt.
Nach 1792 wurde das linke Rheinufer im Ersten Revolutionskrieg von französischen Truppen besetzt und nach dem Frieden von Campo Formio (1797) annektiert. Von 1798 bis 1814 gehörte Dalheim zum französischen Departement Donnersberg und war dem Kanton Oppenheim zugeordnet.
Aufgrund der auf dem Wiener Kongress (1815) getroffenen Vereinbarungen und einem mit Österreich und Preußen geschlossenen Staatsvertrag kam die Region 1816 zum Großherzogtum Hessen(-Darmstadt) und wurde der Provinz Rheinhessen zugeordnet.
Nach dem Zweiten Weltkrieg wurde Dalheim innerhalb der französischen Besatzungszone Teil des 1946 neu gebildeten Landes Rheinland-Pfalz und gehörte zum Landkreis Mainz im Regierungsbezirk Rheinhessen.

### Die jüdische Gemeinde
In Dalheim bestand im 19. Jahrhundert eine kleine jüdische Gemeinde. 1861 wurde die Höchstzahl von 30 jüdischen Einwohnern gezählt. 1847 wird erstmals eine Synagoge genannt. Sie wurde im Juli 1890 von unbekannten Tätern geschändet und vermutlich wenig später geschlossen. Die meisten jüdischen Einwohner waren bis dahin schon in die Städte verzogen oder ausgewandert. Ein kleiner, im Sommer 1858 eingeweihter und bis heute erhaltener jüdischer Friedhof ist heute die einzige Erinnerung an die jüdische Geschichte.

### Bevölkerungsentwicklung
Die Entwicklung der Einwohnerzahl von Dalheim, die Werte von 1871 bis 1987 beruhen auf Volkszählungen:
| Jahr | Einwohner |
| ---- | --------- |
| 1815 | 527       |
| 1835 | 1.009     |
| 1871 | 843       |
| 1905 | 741       |
| 1939 | 693       |
| 1950 | 903       |
| 1961 | 739       |

| Jahr | Einwohner |
| ---- | --------- |
| 1970 | 747       |
| 1987 | 881       |
| 1997 | 1.035     |
| 2005 | 1.024     |
| 2011 | 1.020     |
| 2017 | 1.001     |
| 2022 | 1.031     |

## Politik

### Gemeinderat
Der Gemeinderat in Dalheim besteht aus 16 Ratsmitgliedern, die bei der Kommunalwahl am 9. Juni 2024 in einer personalisierten Verhältniswahl gewählt wurden, und der ehrenamtlichen Ortsbürgermeisterin als Vorsitzender.
Die Sitzverteilung im Gemeinderat:
| Wahl | SPD | CDU | FWG | BfD | Gesamt   |
| ---- | --- | --- | --- | --- | -------- |
| 2024 | –   | 2   | 8   | 6   | 16 Sitze |
| 2019 | –   | 3   | 7   | 6   | 16 Sitze |
| 2014 | –   | 3   | 9   | 4   | 16 Sitze |
| 2009 | 5   | 3   | 8   | –   | 16 Sitze |
| 2004 | 6   | 4   | 6   | –   | 16 Sitze |

- FWG = Freie Wähler Dalheim
- BfD = Bürger für Dalheim e. V.

### Ortsbürgermeister
Gertrude Hennig (BfD) wurde bei der Direktwahl am 26. Mai 2019 mit einem Stimmenanteil von 59,08 % in ihr Amt gewählt und bei der Wahl am 9. Juni 2024 mit einem Stimmenanteil von 71,1 % ohne Gegenkandidat für weitere fünf Jahre als Ortsbürgermeisterin bestätigt.
Ortsbürgermeister seit der Bildung der Verbandsgemeinde Rhein-Selz:
- Edmund Spindler (FWG, bis 1974)
- Ewald Bootz (SPD, 1974–1979)
- Georg Adolf Rupp (FWG, 1979–1984)
- Wolfgang Kauth (CDU, 1984–1999)
- Alfred Kalbfuß (FWG, 1999–2009)
- Willhard Leib (FWG, 2009–2019)
- Gertrude Hennig (BfD, seit 2019)

### Wappen
| Wappen von Dalheim | Blasonierung: „In Blau der heilige Georg, in silberner Rüstung, auf einem roten Drachen stehend und ihn mit einer goldenen Lanze durchbohrend.“ |
| Wappen von Dalheim | |

## Regelmäßige Veranstaltungen
- Am zweiten Wochenende im Mai (Muttertagswochenende) findet immer die Dalheimer Kerb statt.